# Pachykellya
Pachykellya är ett släkte av musslor. Pachykellya ingår i familjen Neoleptonidae.
Kladogram enligt Catalogue of Life:
| Pachykellya | \| \| Pachykellya bernardi \| \| \| \| \| \| Pachykellya concentrica \| \| \| \| \| \| Pachykellya edwardsi \| \| \| \| \| \| Pachykellya minima \| \| \| \| \| \| Pachykellya rotunda \| \| \| \| |
|             | \| \| Pachykellya bernardi \| \| \| \| \| \| Pachykellya concentrica \| \| \| \| \| \| Pachykellya edwardsi \| \| \| \| \| \| Pachykellya minima \| \| \| \| \| \| Pachykellya rotunda \| \| \| \| |
|             | Arculus |
|             | |
|             | Bernardina |
|             | |
|             | Epilepton |
|             | |
|             | Halodakra |
|             | |
|             | Neolepton |
|             | |
|             | Puyseguria |
|             | |
|             | Pachykellya bernardi |
|             | |
|             | Pachykellya concentrica |
|             | |
|             | Pachykellya edwardsi |
|             | |
|             | Pachykellya minima |
|             | |
|             | Pachykellya rotunda |
|             | |

|  | Pachykellya bernardi    |
|  |                         |
|  | Pachykellya concentrica |
|  |                         |
|  | Pachykellya edwardsi    |
|  |                         |
|  | Pachykellya minima      |
|  |                         |
|  | Pachykellya rotunda     |
|  |                         |